# Sciobia chevreuxi
Sciobia chevreuxi är en insektsart som beskrevs av Bolívar, I. 1925. Sciobia chevreuxi ingår i släktet Sciobia och familjen syrsor. Inga underarter finns listade i Catalogue of Life.